# Cambodia League (2006)
Cambodia League (2006) – 24. edycja najwyższej piłkarskiej klasy rozgrywkowej w Kambodży. W rozgrywkach wzięło udział 10 drużyn, grając systemem mieszanym. Sezon rozpoczął się w 4 marca, a zakończył się 14 października 2006. Tytułu obroniła drużyna Khemara Keila FC. 

## Przebieg rozgrywek

### Tabela po 4. kolejce
|    | Klub                             | M | Z | R | P | Br+ | Br- | Br+/- | Pkt |
| 1  | Khemara Keila FC                 | 4 | 3 | 1 | 0 | 18  | 2   | +16   | 10  |
| 2  | Nagacorp FC                      | 4 | 3 | 1 | 0 | 17  | 5   | +12   | 10  |
| 3  | Phnom Penh United                | 4 | 3 | 1 | 0 | 14  | 3   | +11   | 10  |
| 4  | Keila Rith                       | 4 | 3 | 0 | 1 | 13  | 5   | +8    | 9   |
| 5  | Koh Kong                         | 4 | 2 | 0 | 2 | 6   | 7   | –1    | 6   |
| 6  | Royal Gendarmerie of Cambodia FC | 4 | 1 | 1 | 2 | 10  | 11  | –1    | 4   |
| 7  | Khmer Empire FC                  | 3 | 1 | 0 | 2 | 7   | 17  | –10   | 3   |
| 8  | Royal Cambodian Armed Forces FC  | 4 | 1 | 0 | 3 | 8   | 12  | –4    | 3   |
| 9  | Royal Navy FC                    | 3 | 0 | 0 | 3 | 0   | 14  | –14   | 0   |
| 10 | General Logistics FC             | 4 | 0 | 0 | 4 | 2   | 19  | –17   | 0   |

Źródło: RSSSF
Po 4. kolejce rozgrywki przerwano z powodu problemów finansowych powstałych w wyniku walki o władzę w zarządzie FFC. Te działania doprowadziły do czasowego zawieszenia federacji przez AFC. 
Ligę ostatecznie wznowiono 2 września, lecz rozegrano tylko 9 kolejek, a nie 18 jak pierwotnie zaplanowano.
Nie jest znana tabela końcowa rozgrywek. Znana jest tylko kolejność czterech czołowych klubów, które zakwalifikowały się do fazy play-off.
|   | Klub              |
| 1 | Phnom Penh United |
| 2 | Khemara Keila FC  |
| 3 | Nagacorp FC       |
| 4 | Keila Rith        |

### Faza Play-off
Półfinały
- 7 października 2006, Phnomh Penh United – Keila Rith 5 – 1
- 7 października 2006, Khemara Keila FC – Nagacorp FC 2 – 1

Finał
- 14 października 2006, Phnomh Penh United – Khemara Keila FC 4 – 5